# Černá smrt v Dánsku

Mapa šíření morové epidemie v Evropě v letech 1346–1353

Epidemie černé smrti v Dánsku probíhala podle různých zdrojů někdy v letech 1348 až 1350. O morové epidemii v Dánsku máme jen málo informací, ze severských zemí se méně dat dochovalo pouze o Finsku.

## Šíření moru v Evropě
Před morovou epidemií bylo Dánské království nejmenší ze severských zemí, mělo však největší populaci čítající 750 tisíc až milion lidí. Epidemie černé smrti propukla na Krymu a italskou lodí se rozšířila na Sicílii. Poté se šířila italskými státy, dále do Francie a Anglie. V roce 1349 se lodí z Anglie přenesla do Norska. Současně se šířila přes Svatou říši římskou na sever do Dánska.

## Šíření moru v Dánsku
Podle staré pověsti přišla černá smrt do Dánska poté, co norská morová loď z Anglie ztroskotala na Vendsysselu na severu Jutského poloostrova poté, co celá její posádka zemřela. Tradičně jsou za morová léta v Dánsku udávány roky 1348 až 1349 na základě záznamů v kronice Själlandskrönikan.
Pravdivost příběhu o morové lodi se nedá ověřit, ale podle dat moderního výzkumu je příběh považován za nepravděpodobný. Själlandskrönikan byla napsána více než deset let po popisovaných událostech a data morové epidemie uvedená v kronice nepodporují ani další stopy po černé smrti. Kronika arcibiskupa z Lundu stejně jako Annales Scanici umisťuje epidemii do roku 1350. Oba tyto prameny jsou také datovány do doby morové epidemie. Zároveň je nepravděpodobné, že by se mor v tak malé zemi jako je Dánsko objevil roku 1348 a rozšířil se až za dva roky.
Podle jednoho autora ze 17. století, který založil svůj výzkum na nedochovaném materiálu, se mor dostal do Dánska v roce 1349 a plnou silou udeřil následujícího roku, kdy nejdříve zabíjel děti. Toto tvrzení se zdá být v souladu se skutečností, že se v roce 1349 objevil mor v Norsku a v roce 1350 postihl severní Německo a Švédsko.
V Dánsku neexistují očité svědecké výpovědi o černé smrti, ale šíření moru je možné vysledovat nepřímo prostřednictvím darů církvi, závětí a příležitostnými seznamy úmrtí. Podle analýzy záznamů o zádušních mších se mor v Dánsku šířil v roce 1350 a to v Ribe v červenci až říjnu, v Roskilde v září až říjnu, v Kodani v srpnu až září a ve Skåne v červenci až prosinci.

## Následky moru v Dánsku
Podle dochovaných údajů nelze odhadnout počet dánských obětí moru. Je zřejmé, že Dánsko zažilo demografický šok, ze kterého se zotavovalo celá staletí. Tento vývoj je dobře patrný v materiálu pocházejícím z let po morové ráně.
Biskup Peter z Ribe v dopise z roku 1352 uvádí, že zemědělské příjmy se zhoršily a že se tento problém pravděpodobně v dohledné době nezlepší. V roce 1354 udělil král milost neobvyklému počtu lidí odsouzených k trestu smrti s odkazem na skutečnost, že je v zemi stále nedostatek lidí způsobený morem.
V mnoha částech Dánska byla morová zkáza patrná díky množství opuštěných farem. Podle dostupných dat byla značná část opuštěna i na počátku 15. století a zemědělství generovalo jen zlomek příjmů ve srovnání s dobou před černou smrtí. Ve stejné době byla opuštěna i řada kostelů jako nadbytečných.
Snižující se počet obyvatel v Dánsku způsobený morovou epidemií vedl k zavedení nevolnického systému v této zemi. Tento systém se v Dánsku nazýval Vornedskab.